# Blohm & Voss P 194
Blohm & Voss P 194 war ein 1944 von Blohm & Voss entworfener Flugzeugtyp. Der Entwurf kam über das Reißbrettstadium nicht hinaus. Das P im Namen steht für Projekt.

## Besonderheiten
Der Antrieb der P 194 sollte aus einem sogenannten Mischantrieb bestehen, das heißt aus einem Strahltriebwerk und einem Kolbenmotor. Die errechnete Geschwindigkeit hierbei lag bei 860 km/h. Mit diesem Mischantrieb sollten die Nachteile der Messerschmitt Me 262 vermieden werden. Die Me 262 war als reines Strahlflugzeug besonders in der Start- und Landephase sehr verwundbar, da die Triebwerke bei niedrigen Geschwindigkeiten relativ wenig Schub lieferten. Außerdem reagieren Strahltriebwerke relativ langsam auf Lastwechsel. Diese Nachteile machten die Me 262 zu einer leichten Beute für feindliche Jagdflugzeuge, weshalb zusätzliche Jäger zum Schutz der landenden Maschinen abgestellt werden mussten. Die Vereinigten Staaten nahmen das Konzept auf und entwickelten zum Beispiel die Ryan FR und die Curtiss XF15C.
Bedingt durch die asymmetrische Anordnung der Flugzeugkomponenten wurde die Sicht des Piloten nicht durch den Propeller eingeschränkt. Ein weiterer Vorteil der asymmetrischen Bauweise ist, dass die bei Verwendung eines Propellers entstehenden Drehmomente besser ausgeglichen werden können. Dieses Konstruktionsmerkmal zog sich bei Blohm & Voss wie ein roter Faden von der Blohm & Voss BV 141 durch die Entwürfe P 177, P 178, P 194 und P 204.

## Varianten
Um das geplante Einsatzspektrum als Sturzbomber, Kampfflugzeug, Zerstörer oder Aufklärer zu erfüllen, wurden mehrere Varianten der P 194 projektiert.
- BV P.194.01-02: Eine MK 103 wurde durch eine MK 412 ersetzt und das Strahltriebwerk unterhalb des Cockpits installiert.
- BV P.194.02-01: Die Version 02 stellt die in der Tabelle beschriebene Standardausführung dar.
- BV P.194.03-01: Das Strahltriebwerk wurde direkt hinter dem Cockpit eingebaut. Das Leitwerk wurde gekröpft ausgeführt und die Front der Pilotenkanzel verändert.
- BV P.194.00-101: In der zweisitzigen Aufklärervariante saßen Pilot und der Beobachter/Funker Rücken an Rücken. Das Leitwerk war gekröpft.

## Technische Daten
| Beschreibung          | Beschreibung                                                 | Beschreibung                                                 |
| --------------------- | ------------------------------------------------------------ | ------------------------------------------------------------ |
| Status                | Sturzbomber/Kampfflugzeug/Zerstörer/Aufklärer                | Sturzbomber/Kampfflugzeug/Zerstörer/Aufklärer                |
| Besatzung             | 1 (max. 2 je nach Variante)                                  | 1 (max. 2 je nach Variante)                                  |
| Abmessungen           |                                                              |                                                              |
| Länge                 | 11,80 m                                                      |                                                              |
| Höhe                  | 3,64 m                                                       |                                                              |
| Spannweite            | 15,30 m                                                      |                                                              |
| Flügelfläche          | 36,40 m²                                                     |                                                              |
| Gewicht               |                                                              |                                                              |
| Leermasse             | 6.500 kg                                                     |                                                              |
| max. Startmasse       | 9.150 kg                                                     |                                                              |
| Triebwerk             |                                                              |                                                              |
| Triebwerk             | ein Kolbentriebwerk BMW 801D und ein Strahltriebwerk BMW 003 | ein Kolbentriebwerk BMW 801D und ein Strahltriebwerk BMW 003 |
| Leistung              | 1.700 PS Propeller+ 800 kp Schub                             |                                                              |
| Leistung              |                                                              |                                                              |
| Höchstgeschwindigkeit | 715 km/h in 8.000 m Höhe                                     |                                                              |
| Reichweite            | 1.070 km                                                     |                                                              |
| Dienstgipfelhöhe      | 11.200 m                                                     |                                                              |
| Steigrate             | 19,2 m/s                                                     |                                                              |
| Bewaffnung            |                                                              |                                                              |
| max. Bombenlast       | 1000 kg                                                      |                                                              |
| Offensivbewaffnung    | 2 × MK 103 (je 160 Schuss) 2 × MG 151/20 (je 500 Schuss)     |                                                              |